# Bullet Train
Bullet Train – amerykańsko-japoński film akcji z 2022 roku w reżyserii Davida Leitcha. W głównych rolach wystąpili Brad Pitt, Joey King, Aaron Taylor-Johnson i Brian Tyree Henry. Film miał premierę 14 lipca 2022 roku.

## Fabuła
Płatny zabójca działający pod pseudonimem „Biedronka” po serii niepowodzeń otrzymuje zlecenie, celem którego wykonania wsiada do japońskiego pociągu jadącego z Tokio do Morioki. Na pokładzie okazuje się, że jego zlecenie jest ściśle powiązane z zadaniami, które ma wypełnić czwórka innych pasażerów pracująca w tej samej branży co on, lecz dla innych zleceniodawców. Każdy z nich ma jednak inne zamiary wobec celu, co sprawia, że będą zmuszeni stawić sobie czoła.

## Obsada
- Brad Pitt jako Biedronka
- Joey King jako Książę
- Aaron Taylor-Johnson jako Mandarynka
- Brian Tyree Henry jako Cytryna
- Sandra Bullock jako Maria
- Andrew Koji jako Kimura
- Hiroyuki Sanada jako Starszy
- Michael Shannon jako Biała Śmierć
- Bad Bunny jako Wilk
- Logan Lerman jako syn
- Zazie Beetz jako Szerszeń
- Masi Oka jako konduktor
- Emelina Adams jako Angelina Young
- Yoshi Sudarso jako młody Starszy
- Andrea Munoz jako Pani Wilk
- Ryan Reynolds jako Carver
- Channing Tatum jako pasażer pociągu[1]

## Odbiór

### Reakcja krytyków
Film spotkał się z mieszaną reakcją krytyków. W agregatorze recenzji Rotten Tomatoes 53% z 324 recenzji uznano za pozytywne. Z kolei w agregatorze Metacritic średnia ważona ocen z 61 recenzji wyniosła 49 punktów na 100.

## Nagrody i nominacje
| Nagroda               | Kategoria                               | Wynik     |
| --------------------- | --------------------------------------- | --------- |
| People's Choice Award | Ulubiony film                           | Nominacja |
| People's Choice Award | Ulubiona aktorka filmowa (Joey King)    | Nominacja |
| People's Choice Award | Ulubiony aktor filmowy (Brad Pitt)      | Nominacja |
| People's Choice Award | Ulubiony film akcji                     | Nominacja |
| People's Choice Award | Ulubiona gwiazda kina akcji (Joey King) | Nominacja |